# Stejaru (Tulcea)
Stejaru es una comuna ubicada en el distrito de Tulcea, Rumania.

## Superficie
Posee una superficie de 48,29 kilómetros cuadrados.

## Demografía
Hasta 2021 la población era de 1242 habitantes, con una densidad de población de 25,72 habitantes por kilómetro cuadrado.